# هجليج معنق
هجليج معنق (الاسم العلمي:Balanites pedicellaris) هي نوع من النباتات يتبع جنس الهجليج من الفصيلة الرطريطية.